# 瀧尾神社 (京都市)
瀧尾神社（たきおじんじゃ）は、京都府京都市東山区にある神社。旧社格は村社。

## 祭神
- 大国主神（おおくにぬしのかみ）
- 弁財天（べんざいてん）
- 毘沙門天（びしゃもんてん）

## 歴史
創建年代は不詳であるが、平安末期に書かれた『源平盛衰記』には「武鶏ノ社」という記述があることから、この頃には存在したと考えられる。しかし、応仁の乱によって焼失し、吉坂に移って多景の社と改称して鎮座していた。1586年（天正14年）10月に、豊臣秀吉が方広寺大仏殿(京の大仏)を建立したことに伴って現在地に遷座した。その後、宝永年間に江戸幕府の命令によって改築され、社号も多景の社から現在の瀧尾神社と改称した。本殿は貴船神社奥院旧殿を移築したもので、拝殿など計8棟が京都市指定有形文化財である。また、泉涌寺の僧の守るところであったともされる。

### 大丸との関係
瀧尾神社は2018年現在まで大丸との関係が深い。これは創業者である下村彦右衛門正啓が自宅のあった伏見京町から行商へ行く道中にあった神社に毎朝欠かさず参拝していたことから由来しており、後に大丸が繁栄したことから代々下村家より崇敬されてきたためである。1839年（天保10年）から翌年にかけて、下村家が2500両（現在の貨幣価値で約5億円）をかけて本殿、拝殿、手水舎、絵馬舎が整備された。

## 境内
拝殿の天井には、江戸時代後期の彫物師である九山新太郎が製作した全長8ｍに及ぶ龍の木彫り像が飾られている。彫物師の九山家は当主が代々九山新之丞を名乗り、その一派は祇園祭に登場する大船鉾の龍頭も手がけたとされており、禁門の変で焼失した大船鉾を2016年に再現した際には、現・九山新之丞が船首の龍頭のモデルとして瀧尾神社の龍を参考に用いた。
この龍の木彫り像はあまりにも精密に作られていたために、現地住民の間で「夜になると龍が動き出して水を飲みに行く」という噂が立ったため、神社によって逃げ出さないように金網が敷かれていたことがある（現在は金網が撤去されている）。

## 摂末社
- 金刀比羅宮 （祭神：崇徳天皇）
- 瀧尾天満宮（祭神：菅原道真）
- 大丸繁栄稲荷 （祭神：稲荷大神）
- 愛宕神社 （祭神：愛宕大神）
- 妙見宮 （祭神：妙見大明神）
- 三嶋神社 （祭神：大山祇命、木之花咲耶姫、瓊々杵尊）

例年10月には三嶋神社の眷属がウナギとされているため、三嶋神社の祈願所で鰻放生大祭が行われる
- 三社

門出社 （祭神：不明）
朝日社 （祭神：不明）
天満宮 （祭神：菅原道真）

## 現地情報
所在地
- 京都府京都市東山区本町11丁目718

交通アクセス
- 最寄駅：奈良線及び京阪本線東福寺駅下車後、徒歩約3分